# Hinterer Bratschenkopf
Der Hintere Bratschenkopf ist ein 3413 m ü. A. hoher Berggipfel der Glocknergruppe im österreichischen Bundesland Salzburg. Er erscheint von Norden, Osten und Süden als sanft geschwungener Firngipfel, nach Westen hin jedoch besitzt er eine gewaltige, 1400 Meter hohe, und 40 bis 60° geneigte Felswand. Nach Norden sendet er einen steilen, 500 Meter langen Grat aus. Durch seine leichte Erreichbarkeit vom Heinrich-Schwaiger-Haus aus ist der Kopf ein beliebter Aussichtspunkt. Zuerst bestiegen wurde der Berg am 18. September 1869 durch den Münchner Alpinisten Karl Hofmann, dem Prager Kaufmann Johann Stüdl und den Bergführern Thomas Groder und Josef Schnell aus Kals am Großglockner.

## Namensgebung

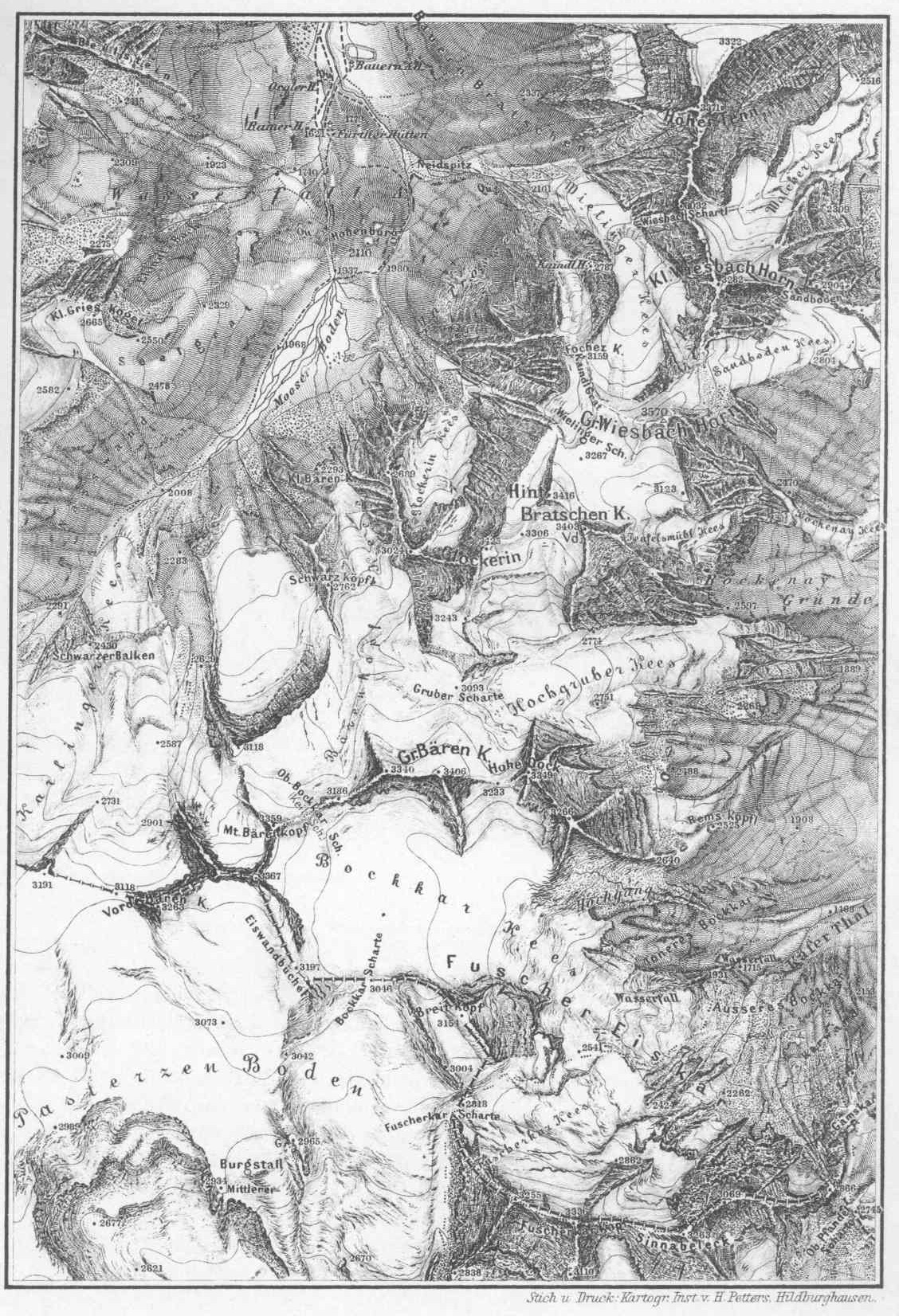
Alpenvereinskarte 1:50.000 aus dem Jahr 1891

Den Namen Hinterer Bratschenkopf erhielt der Berg im Jahre 1871 auf Vorschlag des k.u.k. österreichischen Vermessungsoffiziers Major Joseph Pelikan von Plauenwald. Auf der alten Tauern-Landkarte von Franz Keil aus dem Jahr 1855 war der Kopf noch als Glockerin eingezeichnet, was auf Karl Sonklar und Johann Stüdl zurückging, während die heute so genannte Klockerin noch nicht bekannt war. 
Ein gewisses Durcheinander herrschte auch in der Namensgebung der umgebenden Berge. „Kleiner“, „Mittlerer“, „Großer“ und „Vorderer Bärenkopf“ waren Bezeichnungen, die damals willkürlich für unterschiedliche, aber auch gleiche Gipfel vergeben wurden. Erst die Alpenvereinskarte von 1891 führte eine verbindliche Namensgebung ein und sorgte so für eine bei den Alpinisten anerkannte Ordnung, die die damals verbreiteten Orientierungsschwierigkeiten und Fehler bei Besteigungen und Vermessungen einschränkte.

## Umgebung

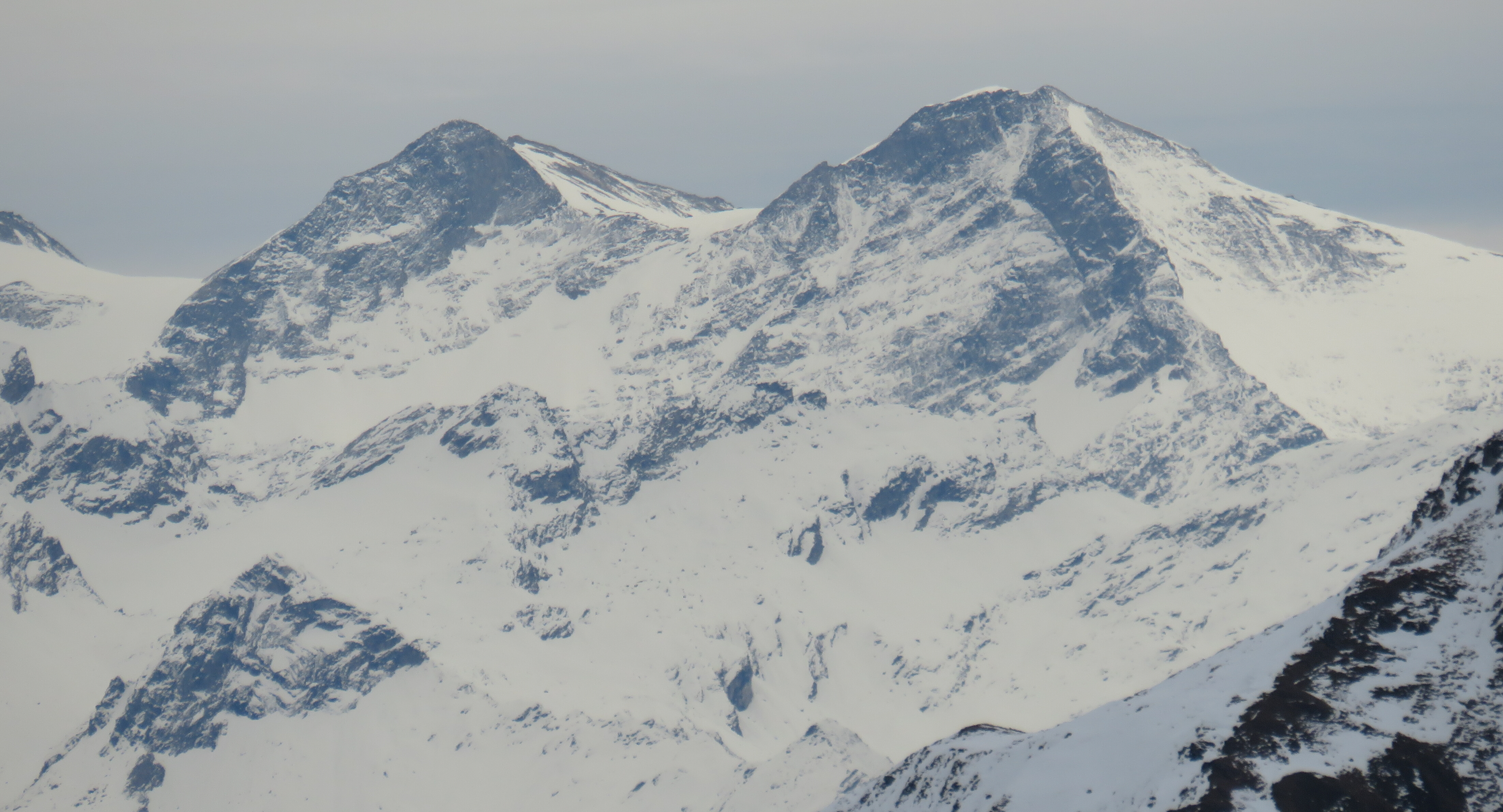
Hinterer und Vorderer Bratschenkopf (links) sowie Klockerin (rechts) gesehen aus Nordwesten, ganz links die Wielingerscharte auf dem Kaindlkees, mittig das Bratschenkopfkees

Der Hintere Bratschenkopf ist von Gletschern umgeben. Im Nordosten liegt das kleine Kaindlkees, im Osten erstreckt sich das Nährgebiet des Teufelsmühlkees bis kurz unterhalb des Gipfels. Im Süden liegt das Bratschenkopfkees und im Westen, unterhalb der mächtigen Westwand, das (Untere) Klockerinkees. Bedeutende Nachbargipfel sind im Verlauf des Südostgrats, getrennt durch die auf 3380 m Höhe gelegene Bratschenkopfscharte, der Vordere Bratschenkopf mit einer Höhe von 3401 mund in südwestlicher Richtung, jenseits der auf 3288 m hoch gelegenen Eisscheide zwischen Bratschenkopfkees und Oberen Klockerinkees, die 3422 m hohe Klockerin. Der höchste Berg des Gebiets, das Große Wiesbachhorn mit 3564 m Höhe, liegt in nordöstlicher Nachbarschaft. Die nächstgelegene bedeutende Siedlung ist das knapp 11 Kilometer Luftlinie nördlich gelegene Fusch an der Großglocknerstraße. Nach Nordwesten hin fällt der Hintere Bratschenkopf hinab zu den Staumauern des Mooserbodens.

## Stützpunkte und Touren

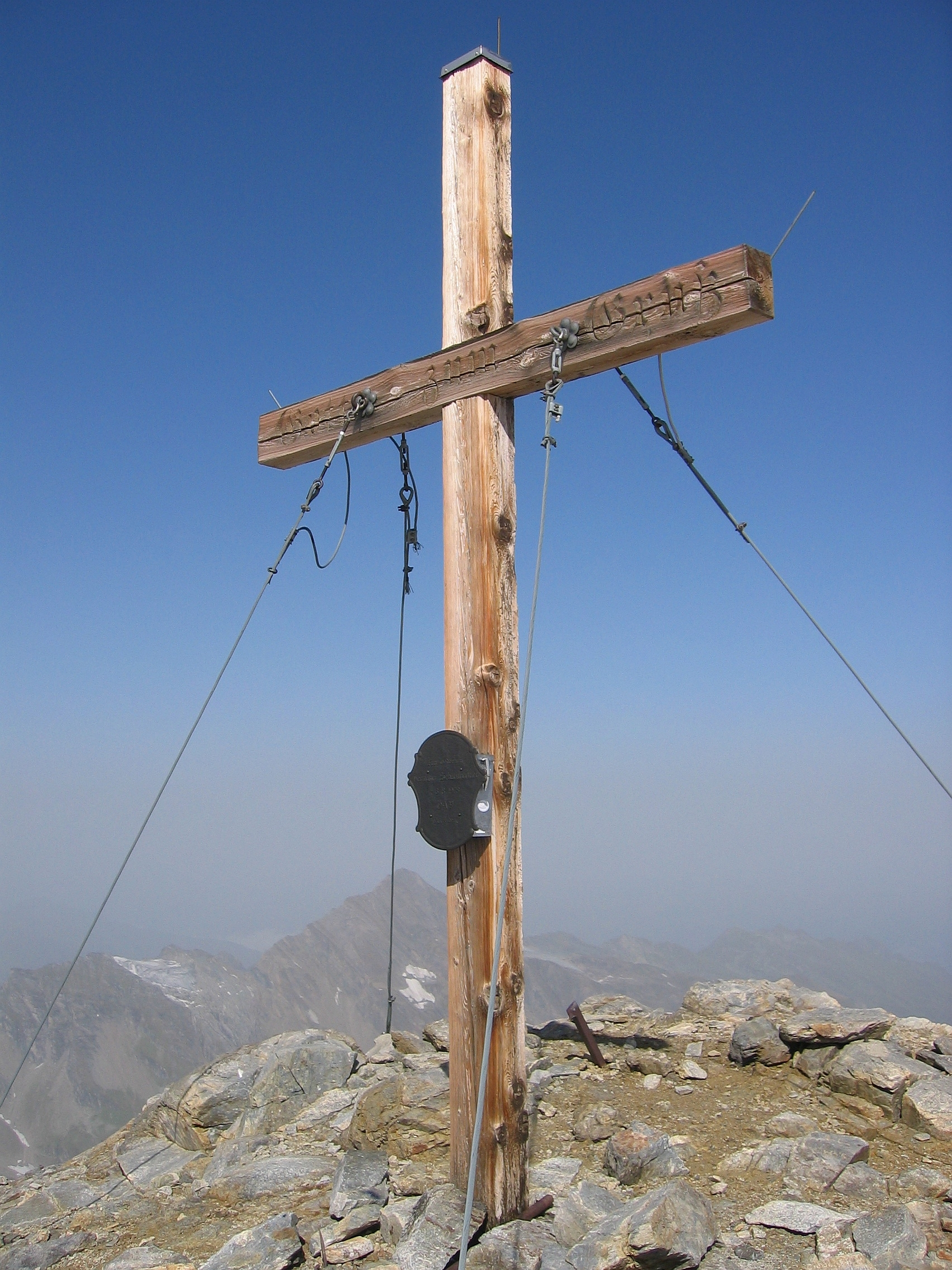
Gipfelkreuz

Der Weg, den die Alpinisten im Jahre 1869 einschlugen, führte von der Kapruner Seite, von Norden, über den Gletschersattel mit dem irreführenden Namen Wielingerscharte auf den Berg. Dieser Weg ist auch heute noch der Normalweg. Der Hintere Bratschenkopf kann nur als Hochtour erreicht werden, entsprechende Ausrüstung und Gletschererfahrung sind erforderlich. Als Stützpunkt dient das Heinrich-Schwaiger-Haus auf 2802 m Höhe, östlich oberhalb des Mooserbodens. Von der Hütte aus führt der Weg in südöstlicher Richtung hinauf zum Oberen Fochezkopf (3159 m), über den teilweise firnbedeckten Kaindlgrat am oberen Wielingerkees, vorbei am Fuß des Wiesbachhorn-Westgrats, dann in südlicher Richtung über die sogenannte Wielingerscharte zur Bratschenkopfscharte und hinauf zum Gipfelkreuz des Hinteren Bratschenkopfs. Die Gehzeit beträgt, laut Literatur, etwa 2 bis 3 Stunden, je nach Verhältnissen. Auch von Südosten ist ein leichter Firn-Anstieg möglich. Schwerere Aufstiege führen von der südlich gelegenen Schwarzenberghütte auf 2269 m Höhe, über das Hochgruberkees und Bratschenkopfkees als Eistour über die Südflanke mit Neigungen von 40 bis 60°. Kletterrouten im Schwierigkeitsgrad UIAA III führen über den steilen Nordgrat mit 620 Höhenmetern. Durch die seit 1928 zuerst durchstiegene Westwand führen Routen in Schwierigkeitsgraden bis etwa UIAA III+, bei 1300 Höhenmetern, wobei hier mit großer Steinschlaggefahr gerechnet werden muss.